# Sorme
Die Sorme ist ein Fluss in Frankreich, der im Département Saône-et-Loire in der Region Bourgogne-Franche-Comté verläuft. Sie entspringt unter dem Namen Ruisseau de Moirans Merle im Regionalen Naturpark Morvan, im südlichen Gemeindegebiet von Uchon, entwässert generell in südöstlicher Richtung und mündet nach rund 20 Kilometern im Gemeindegebiet von Blanzy als rechter Nebenfluss in die Bourbince, die hier von Canal du Centre begleitet wird.

## Stausee Étang de la Sorme
Im Unterlauf wird der Fluss zum See Étang de la Sorme aufgestaut, der ein Fassungsvermögen von rund 10 Millionen Kubikmeter Wasser aufweist und eine Oberfläche von 360 Hektar umfasst, die sich über die Gemeinden Blanzy, Les Bizots und Charmoy erstreckt. Er wurde 1971 zum Zwecke der Bereithaltung von Trinkwasserreserven in Trockenzeiten errichtet.

## Orte am Fluss
(Reihenfolge in Fließrichtung)
- La Franois, Gemeinde Uchon
- Le Champ Trois, Gemeinde Charmoy
- Sorme, Gemeinde Charmoy
- Charmoy
- Saint-Nizier, Gemeinde Les Bizots
- Blanzy